# Enomanzia
L'enomanzia era la divinazione col vino.
Per questo scopo ne erano considerati sia il colore sia gli effetti dell'ebbrezza: ne venivano rimarcate le più piccole circostanze onde trarne dei presagi.
I Persiani erano creduti attaccatissimi a questa specie di predizione.
Un esempio di tale divinazione è presente nel libro quarto dell'Eneide, verso 455, dove Didone vede diversi prodigi:
(Publio Virgilio Marone, traduzione di Annibal Caro)